# Leviellus inconveniens
Leviellus inconveniens är en spindelart som först beskrevs av O. Pickard-Cambridge 1872.  Leviellus inconveniens ingår i släktet Leviellus och familjen hjulspindlar. Inga underarter finns listade i Catalogue of Life.